# نبيل عبد الفتاح
نبيل عبد الفتاح (1952 -) هو صحفي وباحث مصري، متخصص في شؤون الجماعات الإسلامية بمركز الأهرام للدراسات السياسية والاستراتيجية في القاهرة.

## حياته
حصل علي ليسانس الحقوق من جامعة القاهرة عام 1974، ثم الماجستير من جامعة السوربون الفرنسية في صراع الحضارات عام 1984.

## مسيرته
كان يشغل منصب مساعد مدير مركز الأهرام للدراسات السياسية والاستراتيجية إلي أن أصبح رئيس مركز تاريخ الأهرام في 12 أغسطس عام 2009 بقرار من الدكتور عبد المنعم سعيد وهو مختص في شئون الجماعات الإسلامية ورئيس تقرير الحالة الدينية في مصر وله عدة كتب في هذا المجال منها: المصحف والسيف، وسياسات الأديان، والحرية والمراوغة، النص والرصاص وبالإنجليزية العنف المحجوب وأخرى.
في ندوة «ما بعد الاستفتاء وسيناريوهات المستقبل»أعرب عن رفضه التعديلات الدستورية، وما تبعها من إعلان دستورى، متسائلاً: «كيف ندخل تعديلات على دستور متناقض أسقطته الثورة؟».
وقال إن دستور 71 يعطى صلاحيات «شبه إلهية» للرئيس، ويستبيح الحريات العامة والخاصة. واقترح تشكيل لجنة تأسيسية لوضع دستور جديد، على غرار ما حدث في كل دساتير مصر منذ 1923. وأضاف: «المؤسف أن الدساتير المصرية لم توضع على مقاس الشعب وتاريخه، بل على مقاس حكامه الطغاة، الذين تصوروا أنفسهم فوق الأمة».